# Maria Ericson
Maria Ericson, född 9 februari 1954 i Linköping, är en svensk skådespelare och teaterchef.

## Biografi
Maria Ericson studerade som ung dans och balett vid Kungliga Svenska Balettskolan och vid Bielefeld Opernhaus i Tyskland, därefter litteraturvetenskap och historia vid Stockholms och Umeå universitet.
År 1976 var hon, tillsammans med bland andra regissören Wilhelm Carlsson och Marika Lagercrantz, med och startade den internationellt uppmärksammade, experimentellt fysiska fria teatergruppen Teater Schahrazad i Stockholm med omfattande europeisk verksamhet under 1970- och 1980-talen. Hon har också arbetat som skådespelare, och även regissör, på bland annat Dramaten, Riksteatern, Sveriges Radio, Sveriges Television och andra teatrar i Sverige och utomlands. På Dramaten har hon medverkat bland annat i Ingmar Bergmans Peer Gynt, Jurij Ljubimovs Mästaren och Margarita, som Puck (Robin Goodfellow) i En midsommarnattsdröm och huvudrollen som Paulina Salas i Flickan och döden. På Sveriges Television har hon gjort framträdande roller i Lars Noréns Sanning och konsekvens (1991) och Ragnar Lyths Macklean (1993).
Perioden 2008 till 2016 var hon vd och konstnärlig ledare för Teater Halland. Med förre maken Wilhelm Carlsson har hon dottern artisten Robyn och sonen Jac Carlsson, dansare i Cullbergbaletten.

## Filmografi
- 1987 – När lämnade vi varandra?
- 1987 – Martynko
- 1989 – Imorron och imorron och imorron
- 1991 – Sent i mars
- 1991 – Sanning och konsekvens
- 1991 – Fågelkriget
- 1993 – Macklean (TV-serie)
- 1993 – Krokodilen som kom bort
- 1996 – Blogodis
- 2001 – Återkomsten (TV-serie)

## Teater

### Roller (ej komplett)
| År   | Roll                                   | Produktion                                                                       | Regi                        | Teater   |
| ---- | -------------------------------------- | -------------------------------------------------------------------------------- | --------------------------- | -------- |
| 1988 | Azazello Sjuksyster                    | Mästaren och Margarita (Мастер и Маргарита, Master i Margarita) Michail Bulgakov | Jurij Ljubimov              | Dramaten |
| 1991 | Bruden Ingrid Böjgen Mumiebäraren Apio | Peer Gynt Henrik Ibsen                                                           | Ingmar Bergman              | Dramaten |
| 1991 | Wendy                                  | Peter Pan J.M. Barrie                                                            | Jackie Söderman             | Dramaten |
| 1992 | Fågeln                                 | Djungelsången Eva Wikander                                                       | Richard Looft Maria Ericson | Dramaten |
| 1990 | Kvinnan                                | Hon är inte här Johan Sundelius                                                  | Richard Looft               | Dramaten |

### Regi
| År   | Produktion    | Upphovsmän   | Teater   | Noter                              |
| ---- | ------------- | ------------ | -------- | ---------------------------------- |
| 1992 | Djungelsången | Eva Wikander | Dramaten | Regi tillsammans med Richard Looft |